# Trischizostoma christochelatum
Trischizostoma christochelatum is een vlokreeftensoort uit de familie van de Lysianassidae. De wetenschappelijke naam van de soort is voor het eerst geldig gepubliceerd in 1990 door G. Vinogradov.